# Anniversario di matrimonio

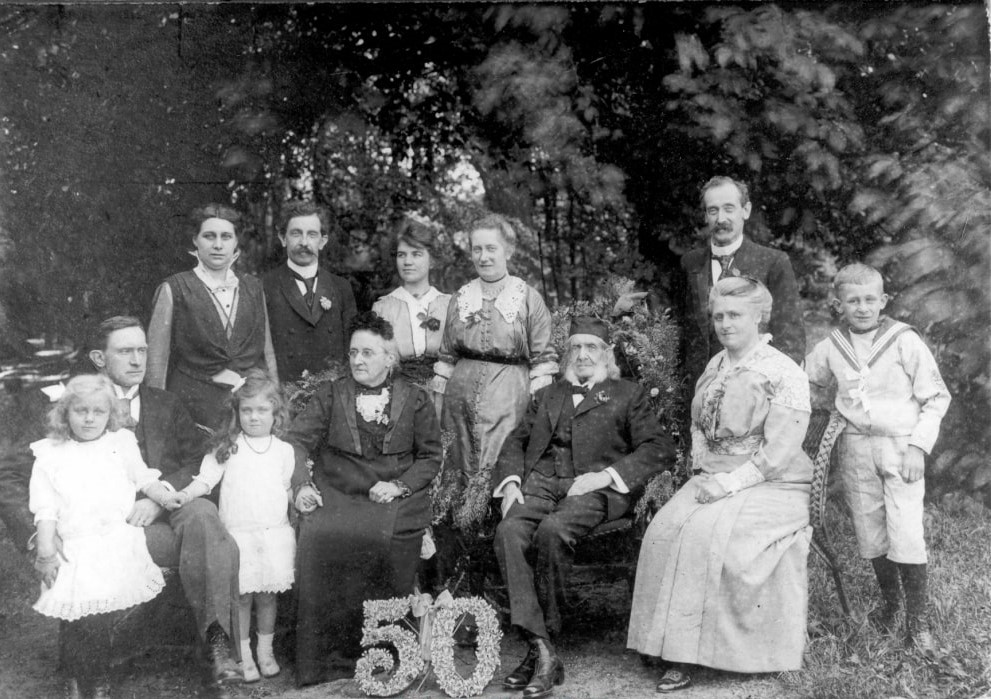
Un 50º anniversario di matrimonio festeggiato nei Paesi Bassi nel 1915

L'anniversario di matrimonio è l'anniversario della data in cui un matrimonio ha avuto luogo. L'anniversario di matrimonio viene tipicamente festeggiato dagli sposi scambiandosi un regalo e/o celebrandolo con una cena o una vacanza.
Si usano i soprannomi nozze d'argento per il 25° anniversario, nozze d'oro per il 50°, e nozze di diamante per il 60°. A volte ad altri numeri vengono dati altri nomi di materiali preziosi, ma non sono uniformi e tradizionali in italiano.
Tipicamente nel mondo occidentale gli anniversari di matrimonio vengono celebrati in privato tra i coniugi, ad eccezione di quelli di 25, 50 e 60 quando si festeggia insieme ad amici e parenti.
In alcune culture è abitudine che gli sposi ricevano regali da parte di familiari e amici e per alcune religioni è tradizione che celebrino l'anniversario secondo il loro credo.
L’usanza di festeggiare gli anniversari di matrimonio risale al Medioevo, periodo nel quale si iniziò a festeggiare solo il 25º ed il 50º anno di nozze.

## Nomi e materiali
Una diffusa tradizione anglosassone vuole che ad ogni anniversario sia associato un particolare materiale. Si parte così dal primo anniversario “di carta”, procedendo poi per ordine crescente di importanza dell’elemento abbinato all’anno di anniversario, in relazione al maggior numero di anni vissuti insieme dalla coppia e alla sempre maggiore importanza della ricorrenza da festeggiare.
Secondo tale tradizione i regali scambiati dovrebbero essere di materiali diversi (o confezionati con questi materiali), dal più fragile al più solido, proprio per simbolizzare la maggiore forza che via via la relazione va acquisendo. E per questo motivo si suole chiamare gli anniversari di matrimonio come il materiale usato per festeggiare l'anniversario. Allo stesso modo è possibile utilizzare questi materiali per le decorazioni della festa.
I nomi dati ai vari anniversari sono una guida per i regali appropriati che gli sposi si scambieranno o, se hanno organizzato una festa, dei regali che gli invitati potranno consegnare agli sposi.
Alcuni paesi usano materiali diversi per anniversari diversi, ma alcuni di questi sono ricorrenti: 5 di legno, 10 di alluminio, 15 di cristallo, 20 di porcellana, 25 d'argento, 30 di perla, 35 di corallo, 40 di rubino, 50 d'oro e 60 di diamanti.
La tradizione vuole che questo uso originò nella Germania medioevale, quando gli sposi riuscivano a festeggiare il 25º anniversario la sposa accoglieva amici e parenti con una corona d'argento. Questo sia per festeggiare la buona sorte di aver prolungato la vita di coppia per tanti anni, sia per ringraziare di aver avuto una relazione armoniosa. In occasione dei festeggiamenti del 50º anniversario la sposa indossava invece una corona d'oro. Questi anniversari venivano definiti come le nozze d'argento e d'oro, e tutt'oggi persiste questo modo di definirli.
Con il passare del tempo il numero dei simboli usati è aumentato e la tradizione tedesca di donare regali specifici direttamente connessi con le tappe della vita comune si è espanso in tutto il mondo occidentale.
Nel 1922 fu Emily Post, scrittrice statunitense il cui nome è tuttora sinonimo di galateo, a inserire nel suo libro Etiquette in Society, in Business, in Politics and at Home una serie di consigli per festeggiare gli anniversari di matrimonio. La prima edizione del libro prevedeva solo il 1º, 5º, 10º, 15º, 20º, 25º, 50º e 75º anno, ma in seguito l’elenco fu completato per tutti gli anni fino a comprendere oggi tutto quello che è considerato “tradizione”.